# Аламенс (Північна Кароліна)
Аламенс (англ. Alamance) — селище (англ. village) в США, в окрузі Аламанс штату Північна Кароліна. Населення — 988 осіб (2020).

## Географія
Аламенс розташований за координатами 36°1′40″ пн. ш. 79°29′20″ зх. д. / 36.02778° пн. ш. 79.48889° зх. д. (36.027756, -79.488980).  За даними Бюро перепису населення США в 2010 році селище мало площу 1,97 км², з яких 1,95 км² — суходіл та 0,01 км² — водойми.

### Клімат
| Клімат : Аламенс      | Клімат : Аламенс | Клімат : Аламенс | Клімат : Аламенс | Клімат : Аламенс | Клімат : Аламенс | Клімат : Аламенс | Клімат : Аламенс | Клімат : Аламенс | Клімат : Аламенс | Клімат : Аламенс | Клімат : Аламенс | Клімат : Аламенс | Клімат : Аламенс |
| Показник              | Січ.             | Лют.             | Бер.             | Квіт.            | Трав.            | Черв.            | Лип.             | Серп.            | Вер.             | Жовт.            | Лист.            | Груд.            | Рік              |
| Середній максимум, °C | 9,4              | 11,7             | 16,7             | 22,2             | 26,1             | 30,0             | 32,2             | 31,1             | 27,8             | 22,2             | 16,7             | 11,1             | 21,7             |
| Середній мінімум, °C  | 8,9              | −1,7             | −0,6             | 3,3              | 7,8              | 12,8             | 17,8             | 20,0             | 18,9             | 15,0             | 8,3              | 3,3              | −0,6             |
| Норма опадів, мм      | 89               | 84               | 102              | 86               | 94               | 102              | 117              | 107              | 102              | 81               | 76               | 81               | 1118             |
| --------------------- | ---------------- | ---------------- | ---------------- | ---------------- | ---------------- | ---------------- | ---------------- | ---------------- | ---------------- | ---------------- | ---------------- | ---------------- | ---------------- |
| Джерело: Weatherbase  |                  |                  |                  |                  |                  |                  |                  |                  |                  |                  |                  |                  |                  |

## Демографія
Згідно з переписом 2010 року, у селищі мешкала 951 особа в 365 домогосподарствах у складі 291 родини. Густота населення становила 484 особи/км².  Було 401 помешкання (204/км²).
Расовий склад населення:
| - 94,8 % — білих - 2,9 % — чорних або афроамериканців - 1,1 % — азіатів - 0,2 % — корінних американців |

До двох чи більше рас належало 0,4 %. Частка іспаномовних становила 1,3 % від усіх жителів.
За віковим діапазоном населення розподілялося таким чином: 24,2 % — особи молодші 18 років, 63,3 % — особи у віці 18—64 років, 12,5 % — особи у віці 65 років та старші. Медіана віку мешканця становила 40,2 року. На 100 осіб жіночої статі у селищі припадало 95,7 чоловіків;  на 100 жінок у віці від 18 років та старших — 91,8 чоловіків також старших 18 років.
Середній дохід на одне домашнє господарство  становив 90 885 доларів США (медіана — 77 885), а середній дохід на одну сім'ю — 98 950 доларів (медіана — 88 833). Медіана доходів становила 55 179 доларів для чоловіків та 40 781 долар для жінок. За межею бідності перебувало 1,7 % осіб, у тому числі 1,3 % дітей у віці до 18 років та 5,1 % осіб у віці 65 років та старших.
Цивільне працевлаштоване населення становило 534 особи. Основні галузі зайнятості: освіта, охорона здоров'я та соціальна допомога — 21,3 %, виробництво — 15,9 %, роздрібна торгівля — 10,9 %, будівництво — 10,9 %.